# Cash Money Records
Cash Money Records (anteriormente estilizada Ca$h Money Records) é uma gravadora americana fundada por dois irmãos, Bryan "Birdman" Williams e Ronald "Slim" Williams. É distribuída pela Republic Records, antigamente noemeada Universal Republic. O selo em si já foi o lar de uma lista de artistas proeminentes de hip hop que incluem Drake, Lil Wayne e Nicki Minaj, o que levou a Cash Money a ser descrita como uma das gravadoras mais icônicas e bem-sucedidas da história do hip-hop. Cash Money é estimada em US$300 milhões.
Os artistas que assinaram com a gravadora (Lil Wayne, Drake e Nicki Minaj) alcançaram um total de 12 álbuns número um na tabela Billboard 200 e 5 singles número um na Billboard Hot 100.[carece de fontes?]

## Artistas atuais
| Artista              | Ano em que assinou (conforme 2018) | # Álbuns lançados | Selo                   | Subsidiária              |
| -------------------- | ---------------------------------- | ----------------- | ---------------------- | ------------------------ |
| Birdman              | Co-fundador                        | 6                 | Cash Money             | Rich Gang                |
| Slim tha Don         | Co-fundador                        | 3                 | Cash Money             | Rich Gang                |
| Lil Wayne            | 1991                               | 10                | Cash Money             | Young Money              |
| Gudda Gudda          | 2002                               | 1                 | Cash Money             | –                        |
| T-Streets            | 2002                               | –                 | Young Money            | –                        |
| Mack Maine           | 2005                               | 5                 | Young Money            | Soothe Your Soul Records |
| Lil Twist            | 2007                               | 4                 | Young Money            | New Money Records        |
| Shanell              | 2008                               | 1                 | Young Money            | –                        |
| Drake                | 2009                               | 5                 | Cash Money Young Money | OVO Sound                |
| Nicki Minaj          | 2009                               | 4                 | Cash Money Young Money | Pink Friday Records      |
| Cory Gunz            | 2010                               | 3                 | Cash Money Young Money | After Platinum Records   |
| Paris Hilton         | 2010                               | 1                 | Cash Money Young Money | –                        |
| Flow                 | 2011                               | 3                 | Young Money            | Flame Gang Music         |
| Stafford Brothers    | 2012                               | –                 | Cash Money             | –                        |
| Karine Hannah        | 2012                               | –                 | Cash Money             | –                        |
| Jacquees             | 2013                               | 5                 | Cash Money Rich Gang   | –                        |
| Euro                 | 2013                               | 1                 | Young Money            | –                        |
| Caskey               | 2013                               | 1                 | Cash Money Rich Gang   | Money Mack Entertainment |
| Rich Homie Quan      | 2014                               | 2                 | Rich Gang              | –                        |
| Young Thug           | 2014                               | 2                 | Rich Gang              | –                        |
| Juvenile             | 2014 (recontratado)                | 5                 | Cash Money             | –                        |
| Turk                 | 2015 (recontratado)                | 1                 | Cash Money             | YNT Records              |
| Hoodybaby            | 2015                               | 1                 | Young Money            | –                        |
| Baby E.              | 2015                               | 1                 | Young Money            | –                        |
| AR-Ab                | 2015                               | –                 | Cash Money             | OBH Records              |
| Compton Menace       | 2015                               | 2                 | Cash Money             | Money Hogg Records       |
| Neno Calvin          | 2015                               | –                 | Rich Gang              | –                        |
| Jay Jones            | 2016                               | 1                 | Young Money            | 0017th Records           |
| J-Soul               | 2016                               | –                 | Rich Gang Cash Money   | –                        |
| Derez De'shon Lenard | 2016                               | 2                 | Rich Gang Cash Money   | –                        |
| Sy Ari da Kid        | 2016                               | 2                 | Rich Gang Cash Money   | –                        |
| Money Man            | 2017                               | –                 | Rich Gang Cash Money   | Black Circle Family      |
| Robb Banks           | 2017                               | 1                 | Rich Gang              | –                        |
| Young Greatness      | 2017                               | –                 | Rich Gang Cash Money   | –                        |
| Elettra Lamborghini  | 2017                               | –                 | Cash Money             | –                        |

## Problemas judiciais
Em outubro de 2009, a Cash Money Records, Birdman, Lil Wayne e vários meios de distribuição de música foram processados por violação de direitos autorais por Thomas Marasciullo, que alega que sua voz foi usada sem permissão. Os rappers pediram que ele gravasse alguma "palavra falada em estilo italiano" em 2006. A composição foi supostamente usada em "Respect" e em outras faixas do álbum de colaboração de Wayne e Birdman, "Like Father, Like Son" e no álbum "5 * Stunna" de Birdman.
Em 2011, a Cash Money Records, o Lil Wayne, a Universal Music Group e a Young Money Entertainment foram processadas em US$15 milhões pela Done Deal Enterprises, que afirma que a música "BedRock" de Lil Wayne foi roubada da Done Deal.

## Discografia
Compilações
- Rich Gang (com Young Money Entertainment) (2013)